# Orphnus luminosus
Orphnus luminosus är en skalbaggsart som beskrevs av Eugène Benderitter 1920. 
Orphnus luminosus ingår i släktet Orphnus och familjen Orphnidae. Inga underarter finns listade i Catalogue of Life.